# 越後国
越後国（えちごのくに）は、かつて日本の行政区分だった令制国の一つ。北陸道に属する。

## 沿革

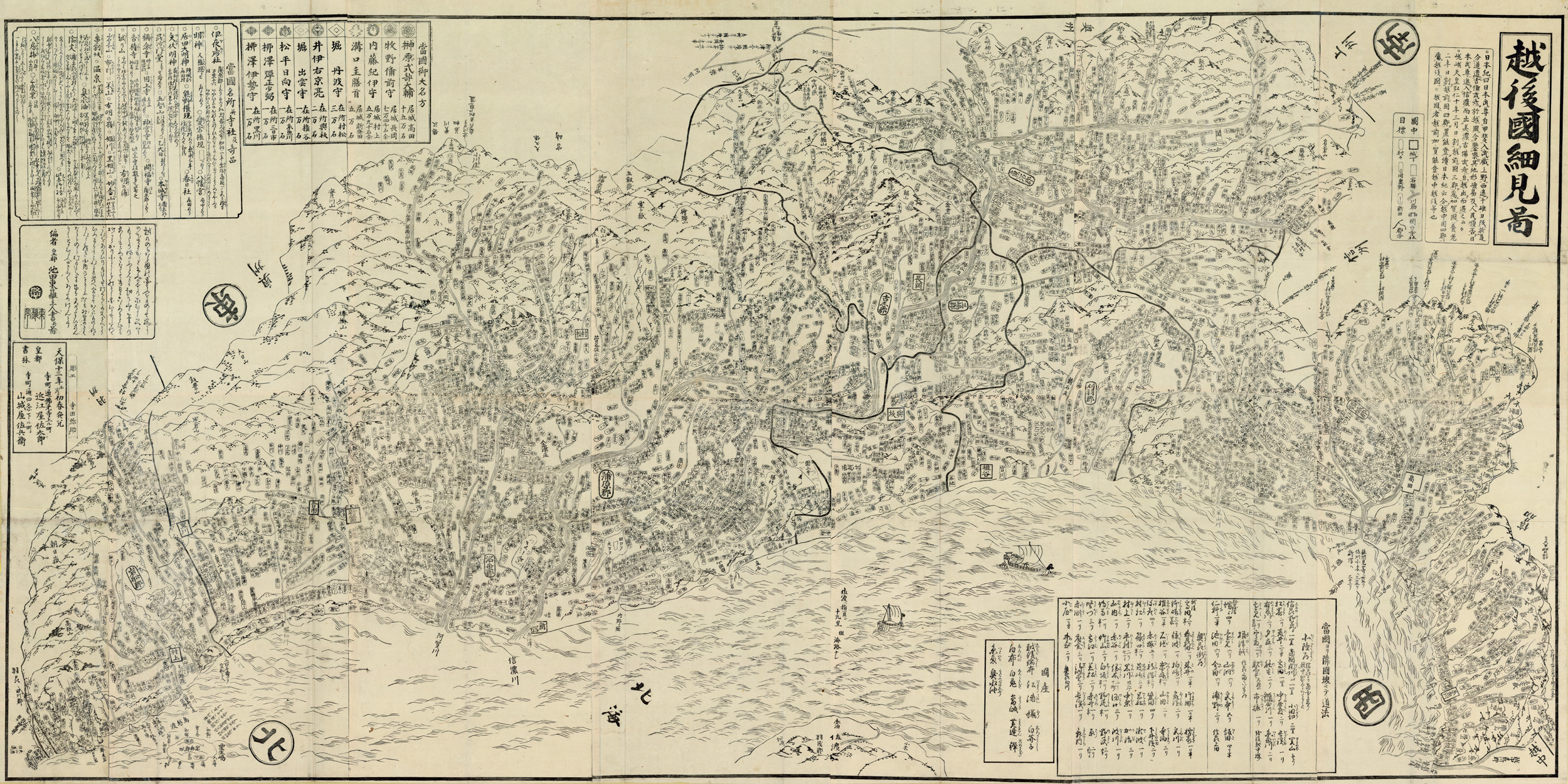
『越後国細見図』天保13年（1842年）、池田東籬亭編。

前身は4世紀代に設置された久比岐国造や高志深江国造、その他豪族の領域で、律令制の施行に伴ってそれら各領域が統合された。
7世紀末、文武天皇元年（697年）以前のいずれかの年になされた越国（こしのくに）の磐船（いわふね）・渟足（ぬたり）の二郡の分割によって成立した。当初の領域は、現在の新潟県本州部分の北部（阿賀野川以北か）から山形県庄内、秋田県方面で、日本海側で蝦夷の領域に接する辺境国であった。
蝦夷政策の拠点国として大宝2年（702年）3月に、越中国から親不知以東、すなわち頸城郡、古志郡、魚沼郡、蒲原郡の四郡を譲り受けた。和銅元年（708年）に、北に領域を伸ばして出羽郡を新しく設置し七郡体制となった。出羽郡を建てるのと前後して出羽柵の築造と柵戸の移住が行われた。さらに、和銅5年（712年）9月23日 に、出羽郡が出羽国として分離したことで、後々まで続く越後の形ができあがった。天平16年（743年）2月11日に佐渡国を合わせたが、天平勝宝4年（752年）11月3日に元に復した。その後、沼垂郡が蒲原郡に統合されたり、古志郡から三嶋郡（みしまぐん、のちの刈羽郡）、ついで三島郡（さんとうぐん）が分立するなど郡に変動があった。
大和政権は蝦夷地における版図拡大に城柵を設けて、南の地域の人民を移民し、開発と村づくりに当たらせ公民とし、郡を設置した。越後に設置された城柵は、647年（大化3年）渟足柵（新潟市か）、648年（大化4年）磐舟柵（新潟県村上市か）である。

### 近代以降の沿革

『天保国絵図越後国高田長岡』天保9年（1838年）。国立公文書館デジタルアーカイブより。

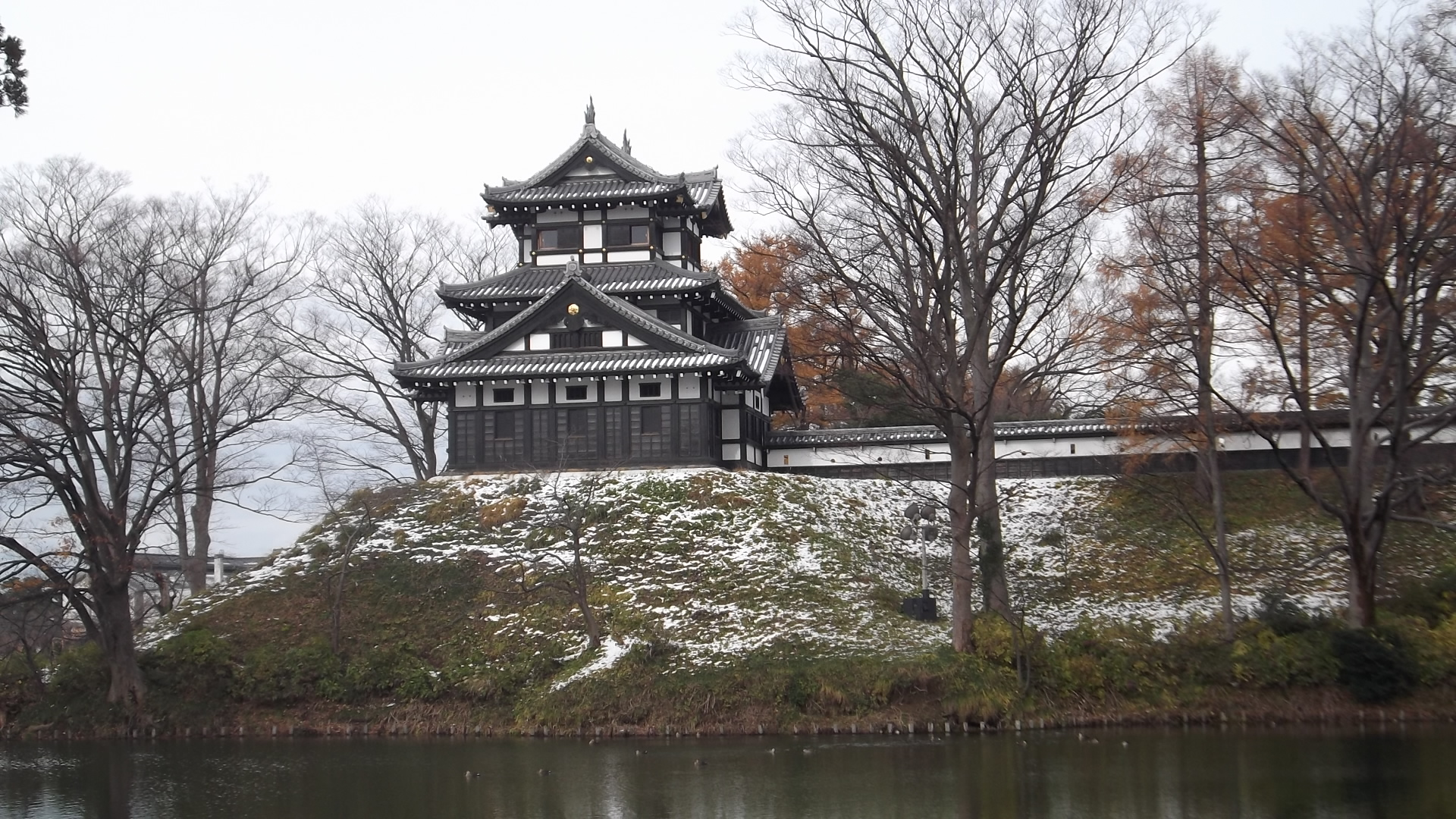
越後高田城三重櫓（新潟県上越市）

- 「旧高旧領取調帳」に記載されている明治初年時点での国内の支配は以下の通り（4,361村・1,150,881石余）。太字は当該郡内に藩庁が所在。国名のあるものは飛地領。幕府領は新潟奉行所・出雲崎代官所・水原代官所・川浦代官所・脇野町代官所の管轄のほか、会津藩・高田藩・新発田藩・桑名藩・米沢藩による預地が存在した。
  - 頸城郡（1,150村・224,858石余） - 幕府領（高田藩預地・川浦・出雲崎）、高田藩、糸魚川藩
  - 古志郡（289村・70,628石余） - 幕府領（桑名藩預地）、長岡藩、伊勢桑名藩
  - 魚沼郡（422村・102,341石余） - 幕府領（出雲崎・会津藩預地・桑名藩預地・脇野町）、陸奥会津藩、伊勢桑名藩、糸魚川藩
  - 刈羽郡（198村・76,073石余） - 幕府領（桑名藩預地）、旗本領、伊勢桑名藩、椎谷藩、陸奥上山藩、長岡藩、与板藩、高田藩
  - 三島郡（255村・78,594石余） - 幕府領（出雲崎・脇野町・水原）、旗本領、長岡藩、与板藩、陸奥上山藩、村上藩、伊勢桑名藩、陸奥会津藩
  - 蒲原郡（1,796村・537,285石余） - 幕府領（新潟・水原・新発田藩預地・桑名藩預地）、旗本領、新発田藩、陸奥会津藩、村松藩、長岡藩、村上藩、三日市藩、上野高崎藩、黒川藩、三根山藩、駿河沼津藩、与板藩、伊勢桑名藩
  - 岩船郡（251村・61,099石余） - 幕府領（米沢藩預地・水原）、一橋徳川家領、村上藩、陸奥会津藩
- 慶応4年
  - 4月19日（1868年5月11日） - 幕府領・旗本領が新潟裁判所の管轄となる。
  - 閏4月29日（1868年6月19日） - 戊辰戦争で新政府軍が桑名藩の陣屋がある刈羽郡柏崎を制圧。
  - 5月23日（1868年7月12日） - 幕府領・旗本領・桑名藩領が越後府（第1次）の管轄となる。
  - 7月27日（1868年9月13日） - 頸城郡・魚沼郡・刈羽郡・三島郡・古志郡の幕府領・旗本領・桑名藩領が柏崎県（第1次）の管轄となる。
  - 8月14日（1868年9月29日） - 戊辰戦争後の処分により、岩船郡の全域が村上民政局の管轄となる。
- 明治元年
  - 9月12日（1868年10月27日） - 沼津藩が転封により上総菊間藩となる。国内の領地は引き続き管轄。
  - 9月21日（1868年11月5日） - 越後府（第1次）が改称して新潟府となる。
  - 9月22日（1868年11月6日） - 会津戦争で会津藩が新政府軍に降伏して領地を没収され、蒲原郡の一部（後の東蒲原郡域）を除く領地のうち岩船郡が村上民政局、蒲原郡が新潟府、残部が柏崎県の管轄となる。
  - 9月27日（1868年11月11日） - 村上藩が新政府軍に降伏。
  - 10月1日（1868年11月14日） - 蒲原郡の一部（後の東蒲原郡域）が若松民政局の管轄となる。
  - 11月5日（1868年12月18日） - 柏崎県を廃して新潟府に合併することが布達される（実行されず）。
  - 12月7日（1869年1月19日） - 蒲原郡の一部（後の東蒲原郡域）の郷村高帳の引き継ぎ以外の事務が上野館林藩の管轄となる。
  - 12月23日（1869年2月4日） - 蒲原郡の一部（後の東蒲原郡域）の事務が館林藩と羽前新庄藩の共同管理となる。
- 明治2年
  - 2月3日（1869年3月15日） - 村上藩が旧領地に復帰。
  - 2月8日（1869年3月20日） - 藩領および蒲原郡の一部（後の東蒲原郡域・新潟町）を除く岩船郡・蒲原郡が越後府（第2次）の管轄となる（新潟町は新潟府管轄のまま）。
  - 2月22日（1869年4月3日）
    - 新潟府が新潟県（第1次）に改称。
    - 再度柏崎県を廃止する布達が出され、越後府（第2次）に合併。

  - 5月4日（1869年6月13日） - 蒲原郡の一部（後の東蒲原郡域）が若松県の管轄となる。館林藩・新庄藩の管轄も終了。
  - 6月24日（1869年8月1日） - 任知藩事にともない、糸魚川藩が清崎藩に改称。
  - 7月27日（1869年9月3日） - 新潟府・越後府が廃止され、藩領および蒲原郡の一部（後の東蒲原郡域）を除く全域が水原県の管轄となる。
  - 8月25日（1869年9月30日） - 旧・柏崎県の管轄地が柏崎県（第2次）の管轄となる。
- 明治3年
  - 3月7日（1870年4月7日） - 水原県が廃止され、同区域が新潟県（第2次）の管轄となる。
  - 7月 - 長岡藩領・三根山藩領・与板藩領・高崎藩領を除く全域で大規模な領地替えが行われ、新潟県・新発田藩領・村上藩領・黒川藩領・三日市藩領が再編。菊間藩領が消滅。三島郡のうち村上藩領の一部（22村）が新潟県の管轄となる。
  - 10月22日（1870年11月15日） - 長岡藩が廃藩となり、領地のうち蒲原郡が新潟県、残部が柏崎県の管轄となる。
  - 10月29日（1870年11月22日） - 三根山藩が改称して峰岡藩となる。
- 明治4年
  - 7月14日（1871年8月29日） - 廃藩置県により藩領が高田県、清崎県、椎谷県、与板県、新発田県、黒川県、三日市県、村松県、峰岡県、村上県および上山県、高崎県の飛地となる。
  - 11月20日（1871年12月31日） - 第1次府県統合により蒲原郡の一部（後の東蒲原郡域）を除く区域が新潟県（第2次）の管轄となる。
- 明治6年（1873年）6月10日 - 柏崎県が廃止され、蒲原郡の一部（後の東蒲原郡域）を除く全域が新潟県の管轄となる。
- 明治9年（1876年）8月21日 - 第2次府県統合により蒲原郡の一部（後の東蒲原郡域）が福島県の管轄となる。
- 明治19年（1886年）5月27日 - 福島県東蒲原郡が新潟県の管轄となる。

## 国内の施設

### 国府
国府は頸城郡にあった。10世紀頃までの国衙は上越市今池と見る説が有力視される。11世紀以降の中世国衙には諸説あるが、近年では上越市の直江津地区にあったと考えられている。

### 国分寺・国分尼寺
- 越後国分寺跡
創建時の遺構は未詳。創建時の位置から移転・再興されたという五智国分寺（上越市五智、北緯37度10分6.77秒 東経138度13分29.74秒 / 北緯37.1685472度 東経138.2249278度）が法燈を伝承する。それ以前の諸説については「五智国分寺#歴史」を参照。

尼寺跡は不詳。

### 神社
延喜式内社
『延喜式神名帳』には、大社1座1社、小社55座53社の計56座54社が記載されている（「越後国の式内社一覧」参照）。大社1社は以下に示すもので、名神大社である。
- 蒲原郡 伊夜比古神社
  - 比定社：彌彦神社 （西蒲原郡弥彦村弥彦）

総社・一宮以下
『中世諸国一宮制の基礎的研究』に基づく一宮以下の一覧。
- 総社：府中八幡宮に合祀 （上越市西本町、北緯37度10分20.39秒 東経138度14分14.02秒 / 北緯37.1723306度 東経138.2372278度）
- 一宮：次の2社の説がある。
  - 彌彦神社 （西蒲原郡弥彦村弥彦、北緯37度42分24.15秒 東経138度49分33.68秒 / 北緯37.7067083度 東経138.8260222度） - 平安期までは実質的な一宮。
  - 居多神社 （上越市五智、北緯37度9分59.18秒 東経138度13分23.41秒 / 北緯37.1664389度 東経138.2231694度） - 南北朝時代から一宮を主張。
- 二宮：物部神社 （柏崎市西山町二田、北緯37度27分14.57秒 東経138度40分30.47秒 / 北緯37.4540472度 東経138.6751306度）
- 三宮：八海神社 - 文献に見える神社であるが現在社は未詳。

なお、一宮を天津神社（糸魚川市）とする説もある。

## 地域

### 郡
- 頸城郡（当初は越中国）
- 魚沼郡（当初は越中国）
- 古志郡（当初は越中国）
  - 刈羽郡（平安時代に古志郡から分立、旧三嶋郡（三島郡）：読みは「みしま」）
  - 三島郡（中世に古志郡から分立、新三島郡：読みは「さんとう」[注釈 2]）
- 蒲原郡（当初は越中国）
- 沼垂郡（後に蒲原郡と統合）
- 岩船郡
- 出羽郡（和銅元年（708年）設置、後に出羽国として分立）

### 江戸時代の藩
- 村上藩
- 黒川藩（郡山藩支藩）
- 三日市藩（郡山藩支藩）
- 新発田藩
- 村松藩
- 与板藩
- 長岡藩
- 三根山藩（長岡藩支藩）
- 蔵王堂藩
- 椎谷藩
- 高田藩
- 高柳藩（首城藩）
- 糸魚川藩
- 坂戸藩
- 三条藩
- 沢海藩（新発田藩支藩）
- 藤井藩
- 長峰藩

## 人物

### 国司

#### 越後守
- 威奈大村
- 阿倍真君（707年（慶雲4年）11月2日 -  〉従五位下
- 陽侯令璆（759年（天平宝字3年） 4月16日 - 763年（天平宝字7年） 正月9日 〉外従五位下
- 石川弟人（763年（天平宝字7年） 正月9日 - 〉従五位下
- 坂上田村麻呂〈790年（延暦9年）3月10日 - 〉従五位下
- 源満仲
- 藤原為時〈1011年（寛弘8年） - 1014年（長和3年）6月〉
- 橘為仲
- 藤原季綱
- 源国明
- 藤原成親〈1144年（天養元年）12月18日 - 1146年（久安2年）12月29日〉従五位下→従五位上
  - 〈1155年（久寿2年）正月28日 - 1159年（平治元年）12月27日〉（重任）正五位下→正四位下
- 藤原隆季〈1146年（久安2年）12月29日 - 1155年（久寿2年）正月28日〉正四位下
- 平時実〈1166年（仁安元年） - 1169年（嘉応元年）12月30日〉従五位下
- 藤原成親〈1172年（承安2年） - 1177年（治承元年）6月18日〉従二位→正二位
- 城資永〈1180年（治承4年） - 1181年（養和元年）〉
- 城助職〈1181年（治承5年）8月25日 - 1183年（寿永2年）7月 〉従五位下
- 木曾義仲〈1183年（寿永2年）8月11日 - 同年8月16日〉従五位下
- 安田義資〈1185年（文治元年）8月29日 - 1193年（建久4年）10月28日〉
- 北条朝時〈1225年（嘉禄元年）9月17日 - 1236年（嘉禎2年）7月20日〉従五位下→従五位上 加賀守護・大隅守護・越後守護。
- 北条時盛〈1236年（嘉禎2年）7月20日 - 1242年（仁治3年）6月〉従五位下→正五位下
- 北条光時従五位下
- 北条実時〈1255年（建長7年）12月13日 - 1276年（建治2年）10月23日〉従五位下
- 北条業時〈1277年（建治3年）5月18日 - 1280年（弘安3年）11月4日〉従五位下弾正少弼兼任。
- 北条顕時〈1280年（弘安3年）11月 - 1285年（弘安8年）〉従五位下
- 北条兼時〈1288年（弘安10年）3月12日 - 1295年（永仁3年）9月19日〉従五位下→従五位上
- 北条久時〈1295年（永仁3年）12月29日 - 1304年（嘉元2年）6月6日〉従五位上
- 北条貞顕〈1304年（嘉元2年）6月2日 - 1309年（延慶2年）10月2日〉従五位上→正五位下
- 北条基時〈1304年（嘉元2年）6月6日 - 1306年（徳治元年）2月21日〉従五位下
- 北条時敦〈1310年（延慶3年）8月13日 - 1320年（元応2年）5月24日〉従五位上
- 北条顕実従五位下
- 北条貞将〈1324年（正中元年） - 〉
- 北条範貞〈1325年（正中2年）10月26日 - 1329年（元徳2年）12月23日〉従五位上→正五位下
- 北条仲時〈 - 1333年（元弘3年）5月9日〉
- 新田義貞〈1333年（元弘3年）8月以降 - 〉従四位上
- 新田義顕〈1334年（建武元年） - 〉従五位下
- 高師泰従五位下

### 守護

#### 鎌倉幕府
- ? - 1191年 : 比企朝宗?
- 1195年 - 1199年 : 佐々木盛綱
- 1210年 - ? : 北条義時
- 1223年 - 1245年 : 名越朝時
- 1245年 - 1246年 : 名越光時
- 1263年 - 1288年 : 名越公時
- ? - 1333年 : 名越氏?

#### 室町幕府
- 1337年 - 1338年 : 高師泰
- 1341年 - 1350年 : 上杉憲顕
- 1352年 - 1362年 : 宇都宮氏綱
- 1362年 - 1368年 : 上杉憲顕
- 1368年 - 1378年 : 上杉憲栄
- 1380年 - 1421年 : 上杉房方
- 1421年 - 1422年 : 上杉朝方
- 1422年 - 1449年 : 上杉房朝
- 1449年 - 1494年 : 上杉房定
- 1494年 - 1507年 : 上杉房能
- 1507年 - 1550年 : 上杉定実

### 武家官位としての越後守
- 高山重友
- 国分友俊
- 国分朝友
- 森可房
- 森可秀
- 森可行
- 新納実久
- 那須資世
- 那須資之
- 那須資持
- 上杉房定
- 原胤房
- 花房正幸
- 富田重政
- 福原広俊
- 上杉景勝 従三位　中納言、出羽国米沢藩初代藩主。
- 織田尚長 従五位下　大和国柳本藩初代藩主。
- 三宅康信〈1617年（元和3年）12月 - 〉従五位下
- 久留島通春 従五位下
- 松平光長〈1629年（寛永6年） - 〉従四位下 越後高田藩藩主。
- 松平宣富 従四位下 美作国津山藩初代藩主。
- 松平長煕 従四位下 美作国津山藩3代藩主。
- 松平長孝 従四位下 美作国津山藩4代藩主。
- 松平康哉 従四位下 美作国津山藩5代藩主。
- 松平康乂 従四位下 美作国津山藩6代藩主。
- 松平斉孝 従四位下 美作国津山藩7代藩主。
- 松平斉民 従四位下 美作国津山藩8代藩主。

### 名誉称号としての越後目（朝廷から芸術家・職人への受領）
- 藤原貞勝（のちの都万大夫）　浄瑠璃の太夫・家元。寛文3年（1663年）に正六位下[注釈 3]越後目（えちごのさかん）を受領[注釈 4]。